# Тельгате
Тельгате (итал. Telgate) — коммуна в Италии, находится в регионе Ломбардия, подчиняется административному центру Бергамо.
Население составляет 4644 человека, плотность населения составляет 580,5 чел./км². Занимает площадь 8 км². Почтовый индекс — 24060. Телефонный код — 035.
Покровителем коммуны почитается Христос-Спаситель. Праздник Santa Croce ежегодно празднуется 3 мая.

## Города-побратимы
- Шмартно-при-Литии[итал.], Словения